# Pierre Martino
Pour les articles homonymes, voir Martino.
Pierre Martino, né Pierre Martine le 29 juin 1880 à Clermont-Ferrand (Puy-de-Dôme) et mort le 9 novembre 1953 à Sceaux (Hauts-de-Seine) est un linguiste français.

## Biographie
Pierre Martino est né à Clermont-Ferrand le 29 juin 1880 sous le nom de Pierre Martine. Son père, Marie Joseph Ernest Martine, alors âgé de 35 ans, travaille comme médecin au 30e Bataillon de chasseurs, alors que sa mère, âgée de 25 ans, a pour nom Gabrielle Guérin. Le jeune Pierre fit ses études secondaires au lycée de Lyon puis aux lycées Janson-de-Sailly et Louis-le-Grand de Paris pour ensuite étudier à l'école normale supérieure (1899-1902) où il obtient un doctorat ès lettres.
Enseignant au lycée de Constantine de 1902 à 1904, puis à celui d'Alger de 1904 à 1907, il devient chargé de cours de langue et littérature françaises à l'école supérieure des lettres d'Alger (1907-1909), pour ensuite exercer le même métier à la faculté des lettres d'Alger en 1910 et 1911, endroit où il devient professeur jusqu'en 1933. Il cumule la fonction de doyen de cette faculté à compter de 1924. L’Académie française lui décerne le prix Saintour en 1926 pour son ouvrage Stendhal-Racine et Shakespeare en deux volumes.
Le 1er octobre 1933, il est nommé au titre de recteur de l'université de Poitiers pour ensuite être affecté dans cette même fonction à l'académie d'Alger exactement quatre ans plus tard, jour pour jour. Travaillant pour le secrétariat d'État à l'instruction publique à l'aube des années 1940, il est nommé recteur en février 1941 de l'académie d'Aix pour poursuivre son cheminement professionnel comme professeur à l'université de Bordeaux en 1943. Maître de conférences provisoirement à Paris d'octobre 1940 à 1944, il revient comme recteur d'Alger en 1946 dont il prend en charge les fonctions d'inspecteur général des services administratifs de l'enseignement supérieur.
Il prend sa retraite en juin 1952. Il fut un auteur prolifique tout au long de sa vie publiant de nombreux ouvrages. Il meurt à Sceaux le 9 novembre 1953 à l'âge de 73 ans.

## Première Guerre mondiale
Quand la Grande Guerre éclate en 1914, il combat pour l'Algérie puis, à partir de 1915, il joint les armées du Nord et du Nord-Est, et ce, jusqu'en 1917.

## Œuvres (partiel)
- L'Orient dans la littérature française aux XVII et XVIIIème siècles (1906)
- Le Roman réaliste sous le 2nd empire (1913)
- Études sur Fromentin (1914)
- Stendhal (1914)
- Le Roman naturaliste (1923)
- Parnasse et Symbolisme (1925)